# George Wynn
George Wynn (ur. 14 października 1886, zm. 26 października 1966) – walijski piłkarz, który występował na pozycji napastnika.

## Kariera klubowa
Piłkarską karierę rozpoczął w Chirk, skąd w 1906 przeszedł Oswestry United, z którym rok później wywalczył Puchar Walii. W 1907 został zawodnikiem Wrexham.
W kwietniu przeszedł do Manchesteru City za 250 funtów. Debiut w City zanotował 25 grudnia 1909 w meczu przeciwko Bradford Park Avenue. W sezonach 1910/1911 oraz 1912/1913 był najlepszym strzelcem zespołu. We wrześniu 1919, po rozegraniu czterech meczów, odszedł do Coventry City za 300 funtów. Grał jeszcze w Halifax Town i Mansfield Town.

## Kariera reprezentacyjna
Wynn w reprezentacji Walii zadebiutował 1 marca 1909 w meczu przeciwko Szkocji. W sumie w barwach narodowych wystąpił 12 razy i zdobył jedną bramkę.

## Sukcesy
Oswestry United
- Puchar Walii (1): 1906/1907